# Cursus BEES ski alpin
 (octobre 2016).
Si vous disposez d'ouvrages ou d'articles de référence ou si vous connaissez des sites web de qualité traitant du thème abordé ici, merci de compléter l'article en donnant les références utiles à sa vérifiabilité et en les liant à la section « Notes et références ».
Le Brevet d'État d'Éducateur Sportif (BEES) ski alpin est un diplôme de ski géré par l'École nationale de ski et d'alpinisme (ENSA), située à Chamonix, en France. L'ENSA délègue certaines phases préliminaires de la formation, telles que les tests techniques et la préformation, aux directions départementales de la jeunesse et des sports. Actuellement, l'équivalent de ce diplôme est le « Diplôme d’État de ski – moniteur national de ski alpin ou nordique de fond ».

## Formation initiale
La durée totale de ce diplôme est d'au minimum 4 ans, mais la plupart des candidats mettent entre 5 et 6 ans pour l'obtenir.

### Test technique
Cette étape est obligatoire et consiste en un slalom spécial avec pour objectif de réaliser un temps inférieur ou égal à un certain pourcentage du temps de référence, soit 20 % pour les hommes et 25 % pour les femmes. Les candidats doivent avoir plus de 17 ans et leur attestation de réussite est valable pendant 3 ans.

### Stage de préformation
Le stage de préformation inclut des éléments techniques, théoriques, pratiques, pédagogiques et de sécurité nécessaires à la mise en situation pédagogique. L'examen d'évaluation comprend une épreuve pratique de présentation pédagogique, une épreuve technique de démonstration (godille de type expert) et une évaluation du stage. La réussite de cette étape permet d'obtenir un livret de formation valable pendant 4 ans.

### Stage pédagogique de sensibilisation
Ce stage se déroule dans un centre d'enseignement agréé sous la supervision d'un conseiller pédagogique. Il peut être réalisé en une seule fois ou être fractionné. Les stagiaires peuvent être rémunérés, et la durée minimale de ce stage est de 25 jours.

### Eurotest
L'Eurotest consiste en un slalom géant en ski alpin. Pour réussir, les candidats doivent réaliser un temps inférieur ou égal à un pourcentage du temps de référence, soit 18 % pour les hommes et 24 % pour les femmes.

## Premier cycle de formation à l'ENSA
L'accès à ce cycle est conditionné par la réussite à l'Eurotest dans les 5 dernières années et la possession d'un livret de formation. Il se compose de 3 Unités de Formation (U.F.).

### U.F. Technique
Cette unité de formation se déroule pendant la période hivernale et est essentielle pour poursuivre la formation. Elle doit être achevée dans les 4 années suivant son obtention.

### U.F. Analyse gestuelle, maîtrise technique et pédagogique de base
Cette unité de formation dure 80 heures réparties sur 2 semaines. Elle englobe la compréhension de l'activité et de la progression selon la méthode française d'enseignement du ski alpin, ainsi que l'acquisition des connaissances fondamentales et des compétences nécessaires à la conduite d'une séance de ski. L'évaluation comprend deux groupes d'épreuves : une épreuve d'enchaînement d'éléments techniques et une épreuve pratique de présentation d'une évolution à ski. Une épreuve écrite portant sur les capacités d'analyse de la pratique est également requise.

### U.F. Analyse gestuelle, maîtrise technique et connaissance des activités assimilées
Couramment appelée UF Snowboard, cette unité de formation comprend une descente libre, un parcours de slalom géant et une épreuve écrite.

### Stage pédagogique d'application
Ce stage se déroule dans un centre d'enseignement agréé sous la supervision d'un conseiller de stage. Il peut être réalisé en une seule fois ou être fractionné. Les stagiaires peuvent être rémunérés, et la durée minimale de ce stage est de 25 jours.

## Deuxième cycle de formation à l'ENSA
Ce cycle vise à approfondir les compétences professionnelles.

### U.F. Milieux et publics particuliers
Cette unité de formation porte sur les milieux scolaires, les classes transplantées et les handicaps, et dure 40 heures.

### U.F. Entraînement et pédagogie de l’entraînement
Cette unité de formation est organisée en collaboration avec la Fédération Française de Ski (FFS) et dure 40 heures.

### U.F. Cartographie, orientation, sécurité
Cette unité de formation dure 40 heures et inclut une évaluation en contrôle continu des connaissances. Les titulaires de la formation générale commune aux métiers de la montagne (FGCMS) sont dispensés de cette UF.

### U.F. Eurosécurité 1
Cette unité de formation aborde la sécurité hors piste et en milieu montagnard pendant la période hivernale. Elle dure 80 heures et comprend des tests éliminatoires, dont le test ARVA et une descente libre. La réussite de ces épreuves permet de continuer la formation. D'autres épreuves, comme la rédaction d'un message d'alerte et une épreuve écrite, sont également nécessaires.

### Formation commune générale
La partie théorique de la formation aux BEES de degré 1, ou la formation commune générale aux métiers de la montagne (tronc commun), dure environ 4 semaines, avec une charge horaire d'environ 40 heures par semaine.

## Troisième cycle de formation à l'ENSA
Ce cycle a pour objectif d'approfondir les compétences professionnelles.

### U.F. Technico-pédagogique, environnement économique et réglementaire
Cette unité de formation dure 80 heures.

### U.F. Eurosécurité 2
Cette unité de formation, organisée pendant la période hivernale, renforce et valide les compétences en matière de conduite de groupe et de gestion des risques. Elle dure 40 heures.